# Bendix Meyer
Bendix Meyer (død 16. november 1721 i Berlin) var en dansk officer og diplomat.

## Karriere
Meyers herkomst kendes ikke. Han havde været i fransk tjeneste og dernæst under felttoget i Holsten 1700 gjort tjeneste som generaladjudant-løjtnant hos generalmajor, prins Carl Rudolph af Württemberg-Neuenstadt, da han i juli samme år blev løjtnant ved 2. Fynske Rytterregiment. To år efter gik han til de danske hjælpetropper i Nederlandene, hvor generalløjtnant Jobst von Scholten ønskede ham til adjudant. Han forfremmedes nominelt 1705 til kaptajn ved Prins Carls Regiment og endnu samme år ved Garden til Fods, men forrettede i øvrigt tjeneste ved Scholtens stab, i hvilken stilling han gjorde fortrinlig fyldest. Efter særlig at være fremhævet for sit udmærkede forhold i slaget ved Malplaquet 1709 blev han kaldt hjem og med oberstløjtnants karakter ansat som generaladjudant hos overgeneralen under felttoget i Skåne, grev Christian Ditlev Reventlow. Næste forår blev Meyer "paa Grund af sit nøje Kjendskab til mange Generaler" taget med på råd om, hvem der skulle være Reventlows efterfølger som højstbefalende for hæren i Danmark, og efter hans anbefaling valgte man hans gamle chef Scholten, hvis datter Meyer, som imidlertid var blevet oberst og generaladjudant hos kongen, ægtede i begyndelsen af 1711. Kort forinden havde han været sendt til zar Peter for at underhandle om afsendelsen af et russisk hjælpekorps til Danmark. Han gennemførte underhandlingerne med held, men omstændighederne hindrede, at korpset kom videre end til Danzig.

## Virke som diplomat
Også i de følgende år anvendtes Meyer hovedsagelig ved de militærpolitiske underhandlinger, hvortil «den nordiske Ligue» imod Carl XII gav så rigelig anledning. Fra marts 1712 til maj 1714 var han akkrediteret hos kong August II af Sachsen-Polen. Meyer sendtes derefter til Berlin og gik 1715, da Preussen havde sluttet sig til Liguen, helt over i diplomatisk tjeneste som overordentlig gesandt ved det preussiske hof. Samme efterår lå admiral Christen Thomesen Sehested indespærret mellem øen Usedom og en svensk flåde, men udfriedes fra denne farlige stilling, ved at et preussisk korps fordrev svenskerne fra øen. At dette korps kom tids nok, skyldtes særlig den energi, hvormed Meyer havde drevet på dets afmarch, hvorfor han også belønnedes med generalmajors karakter.
At de forhandlinger, der i sommeren førtes med den preussiske regering angående overførslen af danske tropper fra Nordtyskland til Sjælland, trak i langdrag og nær var strandede, kan ikke regnes Meyer til last. Han beklædte både ved denne lejlighed og i de senere krigsår med Samvittighedsfuldhed og dygtighed sin post, som ingenlunde altid hørte til de lette. Thi, som Frederik Vilhelm I ret kynisk ytrede til Meyer, efter datidens politiske grundsætninger gjaldt det blot om på bedst mulige måde at bjerge til sig selv. I øvrigt fik Meyer ved flere lejligheder beviser på, at den preussiske konge satte pris på ham, og efter freden modtog han 1721 fra sin egen konge både adelsbrev og Dannebrogordenen. 16. november samme år afgik han uventet ved døden efter få dages sygeleje.
Meyer blev gift 1. gang 1710 (eller 1711) med Charlotte Amalie von Scholten (15. mai 1673 Groningen-17. feb. 1715 Amsterdam), datter af general, feltmarskal Jobst Gerhard - altså Jobst von Scholten (17. feb. 1646 Amsterdam-7. nov. 1722 København) (~ 2° Charlotte Amalie v. Plessen [1686-1740], senere ~ Johan Georg Holstein) og 1. hustru Adelgunde Mechtilde  Rømeling (1654-1714). Gift 2. gang med Margarethe Adelheit  Lincker. Han efterlod en eneste datter af første ægteskab, der senere ægtede generalmajor Jobst Conrad Rømeling.